# WhiteHat Jr
WhiteHat JR é uma empresa indiana de tecnologia educacional que dá aula de programação para crianças. Foi fundada em 2018, por Karan Bajaj. Em 2020, a empresa foi adquirida pela BYJU'S por $300 milhões. Desde então, a companhia lançou programas em inglês, espanhol e português para estudantes nos Estados Unidos, México e Brasil. Aulas de música, matemática, inglês, ciência e belas artes também foram iniciadas. Após a saída de Bajaj em agosto de 2021, Trupti Mukker entrou como CEO.
A companhia processou, em novembro de 2020 em 20 crore, o engenheiro de software Pradeep Punia, que alegou que a empresa fazia afirmações falsas e contratava professores incompetentes. O processo foi, posteriormente, retirado. Foi, também, vítima de um vazamento de dados, em que as informações pessoais de mais de 200 mil usuários foram expostas WhiteHat Jr também foi criticada por sua campanha de marketing agressiva.
Microsoft India e WhiteHat Jr colaboraram, em 2021, para oferecer ensino baseado no jogo Minecraft. A companhia tem 9500 professores e 100 mil estudantes.